# Español Foot-Ball Club
L'Español Foot-Ball Club fou un club de futbol de Madrid de començaments de segle xx.

## Història

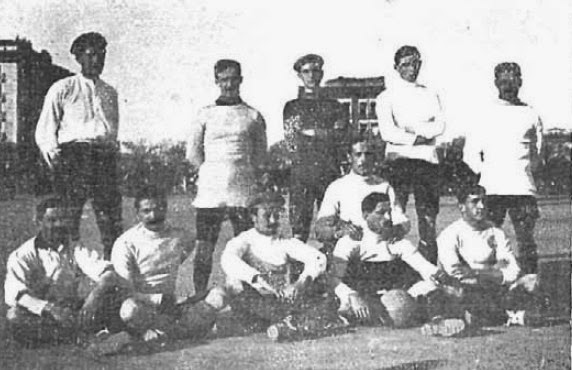
Imatge del club el 1909.

Va ser fundat l'any 1901 amb el nom de Club Español de Foot-Ball a partir d'una escissió del Foot-Ball Sky. L'any 1903 fou refundat a partir d'una escissió del Madrid Foot-ball Club. El club desaparegué i l'any 1907 tornà a néixer amb el nom d'Español Foot-Ball Club, desapareixent de nou durant la dècada de 1910. En la seva curta vida guanyà dos cops el Campionat Regional Centre (1904 i 1909) i dos cops més finalista de la Copa d'Espanya (1909 i 1910), a més de la final de 1904 en la qual no es presentà.

## Palmarès
- Campionat Regional Centre:
  - 1904, 1909